# Station Cijambe
Cijambe is een spoorwegstation in Sukabumi, West-Java, Indonesië.